# Мітува
Мітува (лат. Mituva, пол. Mitwa, рос. Митва) — річка в Литві, у Расейняйському й Юрбаркському районах Каунаського й Тауразького повітах. Права притока Німану (басейн Балтійського моря).

## Опис
Довжина річки 102 км. Формується з багатьох приток та безіменних струмків.

## Розташування
Бере початок у селі Дідзюлі за 5,6 км від міста Арегали. Спочатку тече не південний захід і у місці впадіння лівої притоки Гаусаньце річка повертає на північний захід. Далі тече через Мітувський заказник і у Вертіматі річка повертає на південний схід. У місті Юрбакас річка впадає у Німан. При гирлі ширина річки до 21 м, глибина приблизно 2,2 м. На весні річка сплавна з місці приблизно 32 км від гирла. Під Юрбакасом є паром.
Притоки: Упе, Гаусаньце, Снітола, Імстра (ліві); Окміна, Ольса, Тидик, Йодупіс, Глобля, Камія (праві).